# 张燕南
張燕南（1979年11月6日—），北京市人，中共八大元老之一习仲勋之外孙女、习近平的外甥女。

## 生平
张燕南是习仲勋与齐心的长女、习近平的姐姐齐桥桥與其前夫張楚的女兒。
曾留学国外，2004年回国。在香港浅水湾以2048万港币购入一个自住公寓，2009年以一次性付款1.5亿港币购入浅水湾一栋三层楼别墅。此外还有以公司名义购入的5处高级公寓。
张燕南持有香港特区身份证。据彭博社报道，张燕南作为七名股东之一，2009年对北京合康亿盛变频科技公司投资3百多万元，2012年达到1亿2千多万元。 根据合康亿盛的创始人刘锦成在清华大学网站上的资料，他和齐桥桥曾就读于同一个EMBA班。
另外香港公司注册处资料显示，张燕南持有进意公司，报住地址是在香港市区一处豪宅会景阁。

## 相關鏈接
- https://www.brookings.edu/wp-content/uploads/2018/03/china_20180318_xi_jinping_profile.pdf （页面存档备份，存于）